# タニギキョウ
タニギキョウ Peracarpa carnosa var. circaeoides は、キキョウ科タニギキョウ属の多年草。山林に生え、小さな白い花をつける。

## 特徴
ごく小柄で、柔らかい草。外見的にはキキョウの類というよりは、ハコベの仲間とでもいう方が似つかわしいような草である。
細い地下茎が枝分かれし、その先端は立ち上がって地上茎となる。そのために多数の地上茎が互いに近い距離で集まった群落を作りやすい。地上茎は細くて基部はやや這うが先は直立し、高さはせいぜい10cmほど。
葉は地上茎にやや間を開けて生じ、互生。上のものほど大きい。下部の葉にははっきりした葉柄があり、上の葉では柄はほとんどなく、葉身は径6-20mmほど、茎の先端には葉が集まって水平に近い面を作る。形はほぼ円形、基部は丸く、先端は鈍く尖り、先端側の葉の縁に粗くて丸い鋸歯が少し出る。葉の表面には短い毛がまばらに出る。
花は春から夏にかけて咲く。地上茎の先端か、その近くの葉柄の基部から花茎が出て、枝葉を抜いて上に伸び出し、その先端に上向きに一輪をつける。花冠は長さ5-8mm、白からわずかに紫を帯びる。その先端は五つに分かれ、それぞれは広披針形、ほぼ水平に開いて星形になる。果実は下を向く。

## 生育環境
山間部の森林の木陰に生える。水気の多いところによく生え、渓流の周辺や水のわくところにコケに混じるようにして小さな群落を作っているのを見ることが多い。花は小さいが、密生して多数が咲いている様子はそれなりに目を引く。

## 分布
日本では北海道・本州・四国・九州に分布する。国外では南千島、朝鮮（済州島）、中国、樺太、カムチャッカに分布する。

## 利害
特にない。山野草として栽培されることも聞かない。

## 分類
タニギキョウ属にはこの種しか存在しない。基本変種はヒマラヤに分布する。